# Мочурица
Мочурица е река в Южна България - област Сливен (община Котел), област Бургас (общини Сунгурларе и Карнобат) и област Ямбол (общини Стралджа, Тунджа и Ямбол), ляв приток на река Тунджа. Дължината ѝ е 86 km, която ѝ отрежда 38-о място сред реките на България. Река Мочурица е най-големият приток на река Тунджа.
Река Мочурица извира на 561 m н.в. от южните склонове на Стидовска планина в Стара планина, в района на военния полигон „Ново село“. По цялото си протежение тече през равнинен терен в широка долина с голяма заливна тераса и малък надлъжен наклон от 1,4‰. В горното си течение пресича от запад на изток Сунгурларското поле, като постепенно завива на юг, а западно от град Карнобат посоката ѝ става югозападна и образува къс пролом между планинския рид Терзийски баир на запад и възвишението Хисар на изток. След пролома надлъжният ѝ наклон става още по-малък и в долината ѝ се появяват заблатени участъци и високи подпочвени води, откъдето идва и името на реката. Влива се отляво в река Тунджа на 128 m н.в., в северната промишлена зона на град Ямбол.
Площта на водосборния басейн на реката е 1278 km2, което представлява 15,16% от водосборния басейн на Тунджа.
Основни притоци: → ляв приток, ← десен приток
- ← Дордере
- → Коджадере
- → Анадере
- ← Корлийска река
- ← Азмака
- → Кавашка река
- ← Мараш (най-голям приток)
- → Търновска река
- → Селската река

Реката е с основно дъждовно подхранване с максимум от февруари до май и минимум от юли до ноември. Средният годишен отток при село Воденичане е 2,7 m3/s.
По течението на реката са разположени 11 населени места, в т.ч. 1 град и 10 села:
- Област Сливен

- Община Котел – Мокрен;

- Област Бургас

- Община Сунгурларе – Чубра;
- Община Карнобат – Церковски, Деветинци, Деветак;

- Област Ямбол

- Община Стралджа – Маленово, Палаузово, Воденичане, Чарда;
- Община Тунджа – няма населени места;
- Община Ямбол – Ямбол.

Поради равнинния характер на терена, през който протича реката, водите ѝ масово се използват за напояване за обширните земеделски земи в долината ѝ.
Коритото на реката е коригирано с водозащитни диги почти по цялото му протежение, но въпреки това много често (последно през февруари 2010 г.) при бързо снеготопене или поройни дъждове Мочурица скъсва ограждащите я диги и причинява наводнения на земеделски земи и населени места.
По долината на реката на протежение от 11,9 km преминава участък (от град Сунгурларе до село Мъдрино) от третокласния републикански път III-705 (Бероново – Сунгурларе – Мъдрино – Вълчин).
По долината на реката, от Карнобат до Ямбол, преминава участък от трасето на железопътна линия № 8 (Пловдив – Бургас).
По долината на реката от Ямбол до Карнобат преминава и участък на автомагистрала „Тракия“.
Територията около реката е обявена за защитена зона по Натура 2000.

## Топографска карта
- Лист от карта K-35-42. Мащаб: 1 : 100 000.
- Лист от карта K-35-54. Мащаб: 1 : 100 000.